# Sebastian Böhlen
Sebastian Böhlen (* 29. März 1986 in Schweinfurt) ist ein deutscher Jazzmusiker (Gitarre, Komposition).

## Leben und Wirken
Böhlen, der in Ostfriesland aufwuchs, spielte als Schüler im Sextett Tee mit Sahne (u. a. mit Timo Vollbrecht). Er studierte Jazzgitarre und Komposition zunächst in Mannheim bei Frank Kuruc, um dann 2012 an der Manhattan School of Music in New York sein Master-Studium zu absolvieren. Weitere Studien in Köln schlossen sich an. Von 2006 bis 2008 war er Mitglied im Bundesjazzorchester, wo er unter Bill Dobbins, Jiggs Whigham und Ed Partyka arbeitete. 
Konzertauftritte mit Musikern wie Randy Brecker, David Liebman, Kurt Elling, Al Jarreau oder Kurt Rosenwinkel und eigenen Ensembles, führten ihn durch Europa, nach Nordamerika und Australien; dabei trat er auch in der Berliner Philharmonie und der Carnegie Hall auf. In seinen Kompositionen verbindet Böhlen modernen Jazz mit Elementen und Formen der Klassik. Dabei arbeitet er „ganz gezielt mit Stimmungsschwankungen, mal mit der gezügelten Wildheit des New Jazz, mal überaus lyrisch und reflektierend.“ Für das dritte Album unter eigenem Namen, Geboren unter diesem weichen Wind, hat er einen Text der Autorin Tina Hartmann vertont. Der Text, eigentlich das Libretto für eine Kantate, beschreibt Gedanken, Emotionen und Erlebnisse eines in Europa angekommenen Flüchtlings. Zudem ist er auf zwei Alben mit der Jazzband seines Bruders Andreas Böhlen und auf dem Album Space Big Band (Double Moon Records 2021) der Knudsen / Rudzinskis Space Big Band zu hören.
Seit 2013 unterrichtet Böhlen an der Musikhochschule Mannheim.

## Preise und Auszeichnungen
2005 gewann Böhlen mit dem Sextett Tee mit Sahne den niedersächsischen Wettbewerb Jugend jazzt. Er wurde zweimal, zuletzt 2012, mit dem ASCAP Young Composer Award ausgezeichnet. Er war Preisträger des BuJazz0-Kompositionspreises 2013 und erhielt 2014 ein Arbeitsstipendium vom Ministerium für Wissenschaft und Kultur Niedersachsen. 2015 war er Preisträger beim weltweiten Gitarrenwettbewerb beim Jazz Festival Montreux.

## Diskographische Hinweise
- Tuesday Trio: Goldstandard (2022, mit Johannes Böhmer, Max Leiß)
- Fallalarenko (Laika Records 2021, mit Max Leiß, Julian Fau)
- Sebastian Böhlen Band Fun Flowers (Laika Records 2019, mit Magnus Schriefl, Stefan Karl Schmid, Max Leiß, Peter Gall)
- Geboren unter diesem weichen Wind (Laika Records 2017, mit Efrat Alony, Andreas Böhlen, Bernhard Meyer, Peter Gall)
- Miscela (Laika Records 2014, mit Stefan Karl Schmid, Jakob Dreyer, Peter Gall)
- Sebastian Böhlen Sextett 2 1/2 Concerti for Small Ensemble (Mons Records 2012, mit Matthias Bergmann, Stefan Karl Schmid, Volker Engelberth, Jakob Dreyer, Peter Gall)